# Тургай (станційне селище)
Турга́й (каз. Торғай) — станційне селище у складі Єрейментауського району Акмолинської області Казахстану. Входить до складу Тургайського сільського округу.
Населення — 6 осіб (2021; 80 у 2009, 91 у 1999, 103 у 1989).
Національний склад станом на 1989 рік:
- казахи — 41 %;
- росіяни — 29 %.